# 거대 얼음 행성
거대 얼음 행성(ice giant)은 수소나 헬륨보다 무거운 원소로 주로 이루어진 거대 행성이다. 태양계에는 천왕성과 해왕성이 있다. 제9행성이 있다면 거대 얼음 행성일 것으로 보인다.

## 같이 보기
- 목성형 행성
- 거대 가스 행성